# 電気の武者
『電気の武者』（原題：Electric Warrior）は、イングランドのロック・バンド、T・レックスが1971年に発表したスタジオ・アルバム。ティラノザウルス・レックスからT・レックスに改名してからは2作目、通算では6作目に当たる。
『ローリング・ストーン誌が選ぶオールタイム・グレイテスト・アルバム500』に於いて、160位にランクイン。

## 解説
元キング・クリムゾンのイアン・マクドナルド、後にイエスに加入するリック・ウェイクマン、前作『Ｔ・レックス』（1970年）に続いて元タートルズのフロ＆エディことハワード・ケイランとマーク・ボルマンを迎えてレコーディング。ヒプノシスがジャケットは手掛けた。
メンバーのマーク・ボランは1971年のインタビューの際に「このアルバムを聞けば僕等の人気の理由が分かるよ」と述べている。
母国イギリスでは彼等のアルバムとしては初めての全英アルバムチャート1位を通算8週も獲得、アメリカでも初めて全米トップ40入りを果たし、最高32位に達した。日本では1971年12月に東芝EMIから発売された初回盤がオリコンLPチャートで46位に達し、1972年5月に日本での発売権がポリドール・レコードに移ったのに伴って再発売されると、最高19位を記録した。
本作からは、「ゲット・イット・オン」（全英1位・全米10位）、「ジープスター」（全英2位）がシングル・ヒットした。

## 収録曲
全曲ともマーク・ボラン作。
1. マンボ・サン - Mambo Sun - 3:42
2. コズミック・ダンサー - Cosmic Dancer - 4:30
3. ジープスター - Jeepster - 4:12
4. モノリス - Monolith - 3:49
5. リーン・ウーマン・ブルース - Lean Woman Blues - 3:02
6. ゲット・イット・オン - Get It On - 4:26
7. プラネット・クイーン - Planet Queen - 3:14
8. ガール - Girl - 2:33
9. モティヴェイター - The Motivator - 4:01
10. ライフ・イズ・ア・ガス - Life's a Gas - 2:25
11. リップ・オフ - Rip Off - 3:42

### 30thアニヴァーサリー・エディション・ボーナス・トラック
1. リップ・オフ（ワーク・イン・プログレス） - Rip Off (Work in Progress) - 2:30
2. マンボ・サン（ワーク・イン・プログレス） - Mambo Sun (Work in Progress) - 3:57
3. コズミック・ダンサー（ワーク・イン・プログレス） - Cosmic Dancer" (Work in Progress) - 5:15
4. モノリス（ワーク・イン・プログレス） - Monolith (Work in Progress) - 4:48
5. ゲット・イット・オン（ワーク・イン・プログレス） - Get It On (Work in Progress) - 4:44
6. プラネット・クイーン（ワーク・イン・プログレス） - Planet Queen (Work in Progress) - 0:57
7. モティヴェイター（ワーク・イン・プログレス） - The Motivator (Work in Progress) - 4:19
8. ライフ・イズ・ア・ガス（ワーク・イン・プログレス） - Life's a Gas (Work in Progress) - 3:15

## 参加ミュージシャン
- マーク・ボラン - ボーカル、ギター
- ミッキー・フィン - パーカッション、ボーカル
- スティーヴ・カーリー - ベース
- ビル・レジェンド - ドラムス

ゲスト・ミュージシャン
- イアン・マクドナルド - サックス
- バート・コリンズ - フリューゲルホルン
- リック・ウェイクマン[注釈 1] - キーボード
- ハワード・ケイラン - バッキング・ボーカル
- マーク・ヴォルマン - バッキング・ボーカル